# 50 kilomètres marche aux Jeux olympiques d'été de 1984
Navigation
Moscou 1980 Séoul 1988
L'épreuve du 50 kilomètres marche aux Jeux olympiques de 1984 s'est déroulée le 11 août 1984 dans les rues de Los Angeles, aux États-Unis, avec une arrivée au Memorial Coliseum.  Elle est remportée par le Mexicain Raúl González Rodríguez.

## Résultats

### Finale
| Rang               | Athlète             | Pays        | Temps           | Notes |
| ------------------ | ------------------- | ----------- | --------------- | ----- |
| Médaille d'or      | Raúl González       | Mexique     | 3 h 47 min 26 s |       |
| Médaille d'argent  | Bo Gustafsson       | Suède       | 3 h 53 min 19 s |       |
| Médaille de bronze | Sandro Bellucci     | Italie      | 3 h 53 min 45 s |       |
| 4                  | Reima Salonen       | Finlande    | 3 h 58 min 30 s |       |
| 5                  | Raffaello Ducceschi | Italie      | 3 h 59 min 26 s |       |
| 6                  | Carl Schueler       | États-Unis  | 3 h 59 min 46 s |       |
| 7                  | Jordi Llopart       | Espagne     | 4 h 03 min 09 s |       |
| 8                  | José Pinto          | Portugal    | 4 h 04 min 42 s |       |
| 9                  | Manuel Alcalde      | Espagne     | 4 h 05 min 47 s |       |
| 10                 | Ernesto Canto       | Mexique     | 4 h 07 min 59 s |       |
| 11                 | Michael Harvey      | Australie   | 4 h 09 min 18 s |       |
| 12                 | Dominique Guebey    | France      | 4 h 13 min 34 s |       |
| 13                 | Lars Ove Moen       | Norvège     | 4 h 15 min 12 s |       |
| 14                 | Vince O'Sullivan    | États-Unis  | 4 h 22 min 51 s |       |
| 15                 | Zhang Fuxin         | Chine       | 4 h 23 min 39 s |       |
| 16                 | Chris Maddocks      | Royaume-Uni | 4 h 26 min 33 s |       |
| 17                 | José Víctor Alonzo  | Guatemala   | 4 h 36 min 35 s |       |
| —                  | Andrew Jachno       | Australie   | DNF             |       |
| —                  | Gérard Lelièvre     | France      | DNF             |       |
| —                  | Guillaume LeBlanc   | Canada      | DNF             |       |
| —                  | Querubín Moreno     | Colombie    | DNF             |       |
| —                  | Marcel Jobin        | Canada      | DNF             |       |
| —                  | Marco Evoniuk       | États-Unis  | DNF             |       |
| —                  | Maurizio Damilano   | Italie      | DNF             |       |
| —                  | Osvaldo Morejón     | Bolivie     | DNF             |       |
| —                  | Willi Sawall        | Australie   | DNF             |       |
| —                  | Bengt Simonsen      | Suède       | DQ              |       |
| —                  | Erling Andersen     | Norvège     | DQ              |       |
| —                  | François Lapointe   | Canada      | DQ              |       |
| —                  | Martín Bermúdez     | Mexique     | DQ              |       |
| —                  | Roland Nilsson      | Suède       | DQ              |       |

## Légende
Records et Performances
- AR : Record continental (area record)
- CR : Record des championnats (championship record)
- MR : Record du meeting (meet record)
- NR : Record national (national record)
- OR : Record olympique (olympic record)
- PR : Record paralympique (paralympic record)
- PB : Record personnel (personal best)
- SB : Meilleure performance personnelle de la saison (season's best)
- WL : Meilleure performance mondiale de l'année (world leader)
- WJR : Record du monde junior (world junior record)
- WR : Record du monde (world record)

Circonstances et Conditions
- DNF : N'a pas terminé (did not finish)
- DNS : N'a pas pris le départ (did not start)
- DQ : Disqualification (disqualification)
- NM : Aucun essai valable enregistré (No Mark)
- Q : Qualifié « directement » au prochain tour (ou à la prochaine compétition), lors d'une compétition majeure, grâce au classement ou à la réalisation des minima (automatic qualifier)
- q : Qualifié au prochain tour (ou à la prochaine compétition), lors d'une compétition majeure, grâce au repêchage ou à la réalisation de l'une des meilleures performances parmi celles des « non qualifiés directement » (grâce au meilleur temps ou à la meilleure distance par exemple) (secondary qualifier)